# Шишкан, Константин Борисович
Константин Борисович Шишкан (рум. Constantin Șișcanu; 11 декабря 1933, Кишинёв — 30 апреля 2018, Кишинёв) — советский и молдавский поэт и писатель

 — автор произведений для детей, литературовед. В 1976—1988 годах — главный редактор журнала «Кодры», секретарь правления Союза писателей Молдавской ССР.

## Биография
Родился в 1933 году в Кишинёве в семье служащего.
Во время Великой Отечественной войны, 10 летним ребёнком прошёл нацистские концлагеря: в Голте под Первомайском, в Богдановке под Николаевом — на Украине и в фильтрационном — в Тирасполе.
В 1953 году окончил среднюю школу в Кишинёве.
В 1958 году окончил историко-филологический факультет Кишиневского госуниверситета.
В 1959—1963 годах работал старшим редактором, заведующим редакцией литературы и искусства Госиздата Молдавии.
В 1965—1976 годах — литературный консультант Союза писателей Молдавской ССР.
В 1976—1988 годах — главный редактор журнала «Кодры», секретарь правления Союза писателей Молдавской ССР.
Затем работал старшим научным сотрудником отдела русистики Академии наук Молдавии, доцент, кандидат искусствоведения.
Умер 30 апреля 2018 года в Кишинёве.

## Награды и признание
Награждён орденом «Знак почёта», медалями.
Лауреат Пушкинской премии, учрежденной Посольством РФ в Молдове и Конгрессом русских общин Молдовы.
Почётный член Правления Ассоциации русских писателей Республики Молдова.
Заслуженный работник культуры Молдавии.
Член Союза писателей СССР, в 1986 году был участником 8-го съезда Союза писателей СССР.

## Творчество
Автор произведений для детей.
Печатался с 1952 года — первое стихотворение было напечатано в газете «Юный ленинец».
Известность получили его сборники стихов «Ожидание», «День в лесу», «Откровение», книги рассказов «Двадцать шагов навстречу», «Все времена сердца», повести «Спасенное имя», «Колесо над пропастью», детский роман «Судьбы начинаются с минут» и др.
Издано около тридцати книг стихов, рассказов и эссе, повестей и романов, общий тираж которых составляет миллион экземпляров. Книги выходили как в молдавских издательствах «Картя Молдовеняскэ», «Шкоала советикэ», «Лумина», так и в общесоюзных московских издательствах «Малыш», «Детская литература», «Советский писатель».
Некоторые его рассказы, статьи и стихи переведены на английский, французский, немецкий, итальянский, испанский, польский, чешский, болгарский, идиш, татарский, украинский и другие языки. Пять книг изданы на молдавском языке.
Переводил произведения современных молдавских поэтов.

### Труды
Автор критических статей, трудов по литературоведению и справочников:
- На разломах времен: русский роман Молдовы 80-90-х гг. XX-го столетия / К. Б. Шишкан; Акад. наук Респ. Молдова. — Кишинев, 2001. — 207 с.
- Русская литература Молдовы в лицах и персоналиях (ХІХ-начало ХХI вв.): биобиблиографический словарь-справочник / Авт.-сост.: К. Б. Шишкан и др. — Кишинев, 2003. — 622 с.
- Молдавско-русские взаимосвязи в искусстве в лицах и персоналиях: биобиблиогр. словарь-справ.: в 2-х т. / К. Шишкан, С. Пожар. — Кишинев. — 2009.
- Восхождение к истории и хождения в современность: Русская проза Молдовы начала XXI века / АН Молдовы, Институт культурного наследия. — Кишинев: 2014. — 282 с.

### Сценарии, экранизации
Автор сценариев фильмов для детей и юношества киностудии «Молдова-филм»:
- «Спасённое имя» (1972, по повести «Тайна Белого дракона»)
- «Никушор из племени ТВ» (1974)
- «Как стать знаменитым» (1982)